# Table des caractères Unicode/U10B40
Cette page contient des caractères spéciaux ou non latins. S’ils s’affichent mal (▯, ?, etc.), consultez la page d’aide Unicode.
Table des caractères Unicode U+10B40 à U+10B5F.

## Parthe des inscriptions
Utilisés pour l’écriture du parthe.

### Table des caractères
| en fr   | 0 | 1 | 2 | 3 | 4 | 5 | 6 | 7 | 8 | 9 | A | B | C | D | E | F |
| U+10B40 | 𐭀 | 𐭁 | 𐭂 | 𐭃 | 𐭄 | 𐭅 | 𐭆 | 𐭇 | 𐭈 | 𐭉 | 𐭊 | 𐭋 | 𐭌 | 𐭍 | 𐭎 | 𐭏 |
| ------- | - | - | - | - | - | - | - | - | - | - | - | - | - | - | - | - |
| U+10B50 | 𐭐 | 𐭑 | 𐭒 | 𐭓 | 𐭔 | 𐭕 |   |   | 𐭘 | 𐭙 | 𐭚 | 𐭛 | 𐭜 | 𐭝 | 𐭞 | 𐭟 |